# SS Tottenham (1901)
El carguero Tottenham (o SS Tottenham para los angloparlantes), a veces llamado "el barco del carbón", fue un buque mercante británico que encalló definitivamente el 2 de febrero de 1911 en el océano Índico en unos arrecifes situados al suroeste de la isla Juan de Nova en un viaje con destino Calcuta.
Respecto al pecio del naufragio, los restos del casco y la maquinaria aún yacen allí.

## Características

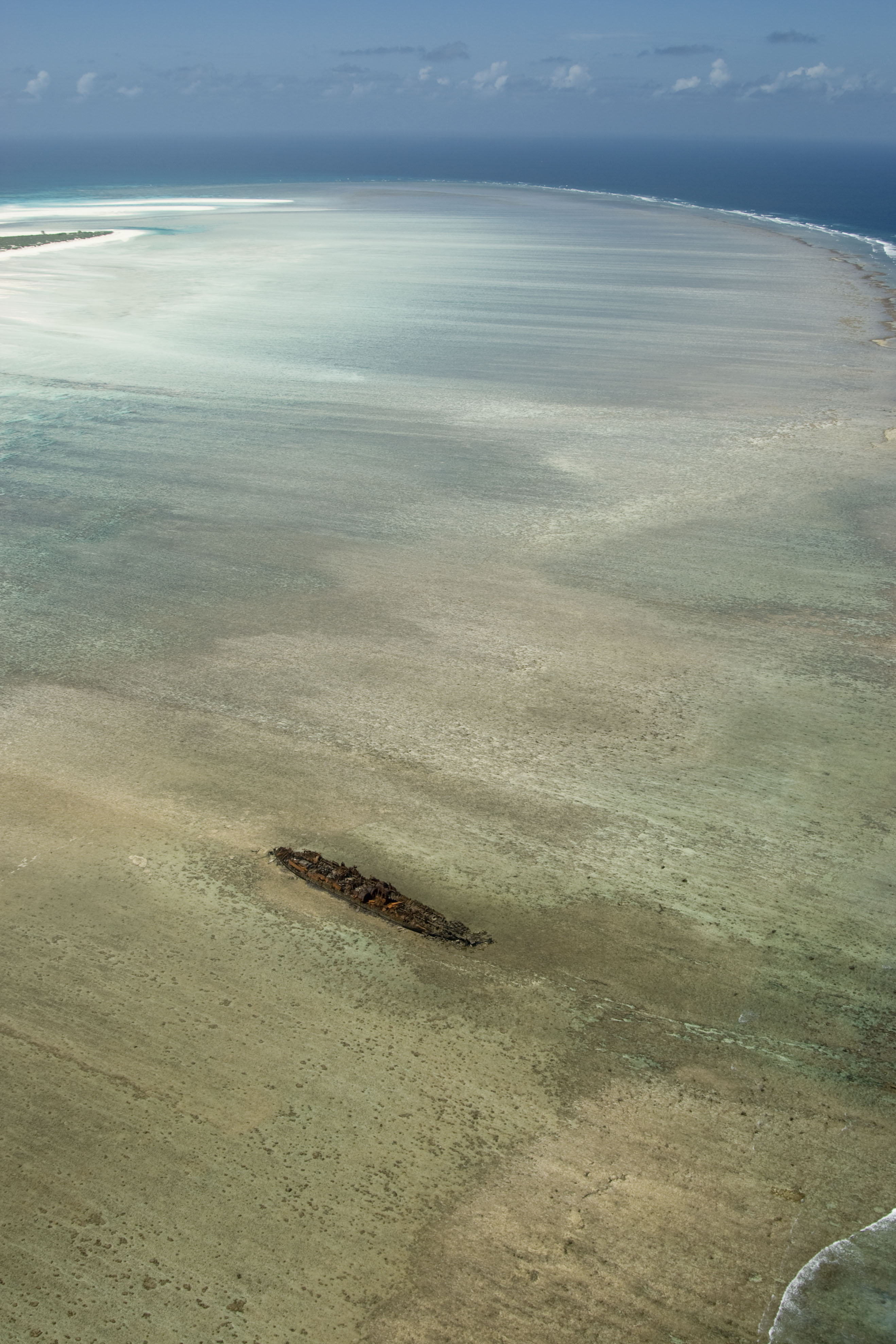
Vista aérea del pecio del Tottenham en la isla Juan de Nova.

El Tottenham fue un mercante botado en el año 1901, que desplazaba 4.494 toneladas a plena carga y tenía 112,8 metros de eslora.
Tuvo los nombres de Tottenham (1901–1904), Brinkburn (1904) y nuevamente Tottenham (1904–1911). Sus dueños fueron Britain Steamship Co. (1901–1904), Harris & Dixon (1904) y Watts, Watts & Co. Ltd. (1904–1911).